# Neogryllopsis orpeni
Neogryllopsis orpeni är en insektsart som beskrevs av Otte, D., Toms och Cade 1988. Neogryllopsis orpeni ingår i släktet Neogryllopsis och familjen syrsor. Inga underarter finns listade i Catalogue of Life.